# Холикросс

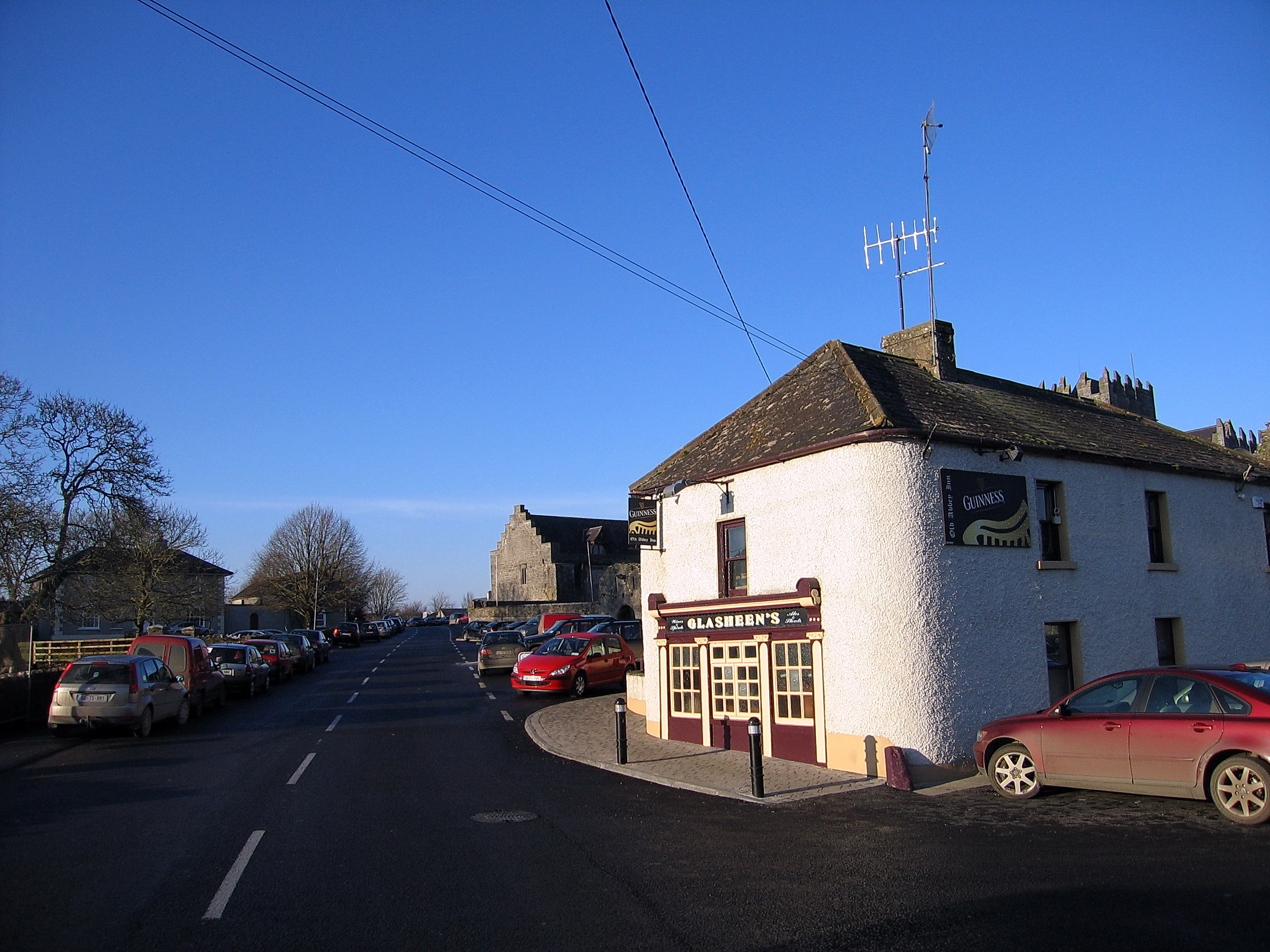

Холикросс (англ. Holycross; ирл. Mainistir na Croiche) — деревня в Ирландии, находится на границах графств Северный Типперэри (провинция Манстер) и Южный Типперэри.

## Демография
Население — 700 человек (по переписи 2006 года). В 2002 году население составляло 610 человек.
Данные переписи 2006 года:
| Общие демографические показатели |               |                               |                               |      |      |
| Всё население                    | Всё население | Изменения населения 2002—2006 | Изменения населения 2002—2006 | 2006 | 2006 |
| 2002                             | 2006          | чел.                          | %                             | муж. | жен. |
| 610                              | 700           | 90                            | 14,8                          | 338  | 362  |